# Shangri-La Hotel Shenzhen
Le Shangri-La Hotel Senzhen ou Asia Hotel  est un gratte-ciel de 114 mètres de hauteur construit à Shenzhen en 1990. Il abrite un hôtel de la chaine Shangri-La Hotels and Resort
Il a fait partie des premiers gratte-ciel construits à Shenzhen